# 산인면
산인면(山仁面)는 대한민국 경상남도 함안군의 면이다. 산인면은 함안군 동부에 위치하고 있으며, 동쪽으로 칠원읍 및 마산시, 남쪽으로 함안면, 서쪽으로는 가야읍, 북쪽으로는 대산면에 접하고 있다. 산인면의 북동부에 위치한 곳에 자양산(402m)이 주봉이 되고 서북 각방향으로부터 "부채살"형으로 지맥이 뻗어 있고 동남부에 위치한 화개산이 주봉으로 동남 일대에 중봉이 덮여 있는등 대부분의 면적이 산악으로 이루어져 있다. 동서 6 km, 남북 12 km, 면적은 36.82 km2이다.

## 개요
산인면은 농공병진된 지역으로 2차산업이 급성장하고 있으며, 동부에는 지난 91년 산인특별농공단지가 조성되어 일반 기업들의 입주로 공업지역으로 발전하고 있으며, 서부에는 수리시설이 잘 갖춰져 있고, 토질이 비옥하여 시설원예를 통하여 각종 원예작물의 집단재배로 농가 소득증대에 이바지하고 있으며, 특히 천혜의 자연경관을 자랑하는 입곡군립공원이 있다.

## 연혁
산인면은 삼한시대에는 아라가야 수도의 방어요충지로서 현재도 면내 중심지점에 오래된 성지가 있다. 그 후 변한과 신라, 고려를 거쳐 조선시대 말기에 이르러 "산익면"과 "안인면"으로 행정구역을 분할하였던 것을 산익면의 "산"자와 안인면의 "인"자를 따서 "산인면"이라 칭하고 현재에 이르고 있다.

## 행정 구역
- 송정리(松汀里): 면소재지
- 내인리(內仁里)
- 운곡리(雲谷里)
- 입곡리(入谷里)
- 신산리(新山里)
- 모곡리(茅谷里)
- 부봉리(釜峰里)

## 교육
- 산인초등학교
- 문암초등학교